# Philip Turnbull
Philip Bernard Turnbull (* 7. April 1879 in Cardiff; † 20. Oktober 1930 ebenda) war ein walisischer Hockeyspieler, der 1908 mit der walisischen Nationalmannschaft Olympiadritter war.

## Sportliche Karriere
Philip Turnbull besuchte das Downside College in Bath. Danach machte er eine Weltreise, bevor er in die Reederei seiner Familie eintrat.
Bei den Olympischen Spielen 1908 in London traten insgesamt sechs Mannschaften an, darunter vier britische Teams. In der ersten Runde schieden die beiden nichtbritischen Teams aus, während die walisische Mannschaft und die irische Mannschaft ein Freilos hatten. Diese beiden Mannschaften trafen dann im Halbfinale aufeinander, die Iren siegten mit 3:1. Die beiden unterlegenen Mannschaften des Halbfinales werden beide als Olympiadritte geführt. Im einzigen Spiel der walisischen Mannschaft spielte Philip Turnbull im Sturm, sein Cousin Bertrand Turnbull stand im Tor.
Drei Söhne von Philip Turnbull waren ebenfalls als Sportler aktiv. Bernard Turnbull war Rugby-Union-Nationalspieler, Kevin spielte ebenfalls Rugby und Maurice war Cricketspieler. Philips Bruder Harold war 1921 Lord Mayor von Cardiff.